# Xavier Casals i Meseguer
Xavier Casals i Meseguer   (Barcelona, 1963) és un doctor en història contemporània per la Universitat de Barcelona i professor d'història contemporània a la Universitat Ramon Llull. És autor de diverses obres sobre l'evolució de la ultradreta. Col·labora en diversos mitjans de comunicació com el diari Ara, La Vanguardia i L'oracle de Catalunya Ràdio.

## Obra publicada
- Casals, Xavier. Neonazis en España: de las audiciones wagnerianas a los skinheads (1966 - 1995).  Barcelona: Grijalbo, 1995. ISBN 978-84-253-2804-6.
- Casals, Xavier. La tentación neofascista en España. 1. ed.  Barcelona: Plaza Janés, 1998. ISBN 978-84-01-53031-9.
- Casals, Xavier. El fascismo: entre el legado de Franco y la modernidad de Le Pen (1975 - 1997). 1. ed.  Barcelona: Ed. Destino, 1998. ISBN 978-84-233-2999-1.
- Casals, Xavier. Ultrapatriotas: extrema derecha y nacionalismo de la guerra fría a la era de la globalización.  Barcelona: Crítica, 2003. ISBN 978-84-8432-430-0.
- Tamames, Ramón; Casals, Xavier. Miguel Primo de Rivera. 1. ed.  Barcelona: Ed. B, 2004. ISBN 978-84-666-1447-4.
- Casals, Xavier. Franco y los Borbones: historia no oficial de la Corona española. Nueva edición actualizada.  Barcelona: Ariel, 2019. ISBN 978-84-344-2970-3.
- Political survival on the extreme right: European movements between the inherited past and the need to adapt to the future.  Barcelona: Institut de Ciències Polítiques i Socials, 2005. ISBN 978-84-608-0266-2.
- Casals, Xavier. Ultracatalunya: l'extrema dreta a Catalunya: de l'emergència del búnker al rebuig de les mesquites (1966 - 2006). 1. ed.  Barcelona: L'Esfera dels Llibres, 2006. ISBN 978-84-9734-537-8.
- Casals, Xavier. El oasis catalán (1975-2010): espejismo o realidad?.  Barcelona: Edhasa, 2010. ISBN 978-84-350-2650-5.
- Partidos y elecciones en la Cataluña del siglo XXI (2012), coeditor
- Casals, Xavier. El pueblo contra el parlamento: el nuevo populismo en España, 1989-2013.  Barcelona: Ediciones de Pasado y Presente, 2013. ISBN 978-84-941008-0-2.[3]
- Casals, Xavier. La transición española: el voto ignorado de las armas.  Barcelona: Pasado & Presente, 2016. ISBN 978-84-944272-6-8.